# Населення Бангладеш
Населення Бангладеш. Чисельність населення країни 2015 року становила 168,957 млн осіб (9-те місце у світі). Чисельність бангладешців стабільно збільшується, народжуваність 2015 року становила 21,14 ‰ (76-те місце у світі), смертність — 5,61 ‰ (174-те місце у світі), природний приріст — 1,6 % (75-те місце у світі) . 

## Природний рух

### Відтворення
Народжуваність у Бангладеш, станом на 2015 рік, дорівнює 21,14 ‰ (76-те місце у світі). Коефіцієнт потенційної народжуваності 2015 року становив 2,4 дитини на одну жінку (82-ге місце у світі). Рівень застосування контрацепції 61,2 % (станом на 2011 рік). Середній вік матері при народженні першої дитини становив 18,1 року, медіанний вік для жінок — 25-29 років (оцінка на 2011 рік).
Смертність у Бангладеш 2015 року становила 5,61 ‰ (174-те місце у світі).
Природний приріст населення в країні 2015 року становив 1,6 % (75-те місце у світі).

### Вікова структура

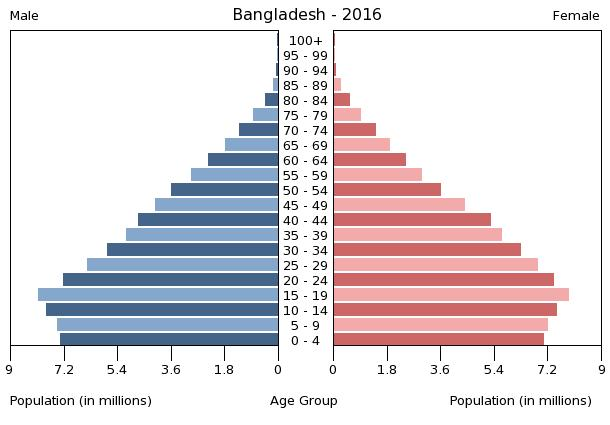
Віково-статева піраміда населення Бангладеш, 2016 рік

Середній вік населення Бангладеш становить 26,3 року (155-те місце у світі): для чоловіків — 25,6, для жінок — 26,9 року. Очікувана середня тривалість життя 2015 року становила 70,94 року (151-ше місце у світі), для чоловіків — 69,02 року, для жінок — 72,94 року.
Вікова структура населення Бангладеш, станом на 2015 рік, виглядає таким чином:
- діти віком до 14 років — 31,62 % (27 115 731 чоловік, 26 311 130 жінок);
- молодь віком 15—24 роки — 18,86 % (14 976 910 чоловіків, 16 880 807 жінок);
- дорослі віком 25—54 роки — 38,27 % (30 608 224 чоловіки, 34 053 744 жінки);
- особи передпохилого віку (55—64 роки) — 6,12 % (5 196 932 чоловіки, 5 150 199 жінок);
- особи похилого віку (65 років і старіші) — 5,13 % (4 258 664 чоловіки, 4 405 404 жінки)[1].

### Шлюбність— розлучуваність
Середній вік, коли чоловіки беруть перший шлюб дорівнює 23,8 року, жінки — 16,0 року, загалом — 19,9 року (дані за 2011 рік).

## Розселення
Густота населення країни 2015 року становила 1236,8 особи/км² (10-те місце у світі).

### Урбанізація
Бангладеш середньоурбанізована країна. Рівень урбанізованості становить 34,3 % населення країни (станом на 2015 рік), темпи зростання частки міського населення — 3,55 % (оцінка тренду за 2010—2015 роки).
Головні міста держави: Дакка (столиця) — 17,598 млн осіб, Читтаґонґ — 4,539 млн осіб, Кхулна — 1,022 млн осіб, Раджшахі — 844,0 тис. осіб (дані за 2015 рік).

### Міграції
Річний рівень імміграції 2015 року становив 0,46 ‰ (72-ге місце у світі). Цей показник не враховує різниці між законними і незаконними мігрантами, між біженцями, трудовими мігрантами та іншими.

#### Біженці й вимушені переселенці
Станом на 2015 рік, у країні постійно перебуває 231,9 тис. біженців з М'янми. У той самий час у країні, станом на 2015 рік, налічується 426 тис. внутрішньо переміщених осіб, жертв криміналу, порушень прав людини, релігійних переслідувань, стихійних лих.
Бангладеш є членом Міжнародної організації з міграції (IOM).

## Расово-етнічний склад
| Етнічний склад (2011 рік) | Етнічний склад (2011 рік) | Етнічний склад (2011 рік) | Етнічний склад (2011 рік) | Етнічний склад (2011 рік) |
| ------------------------- | ------------------------- | ------------------------- | ------------------------- | ------------------------- |
| Етнос:                    |                           |                           | Відсоток:                 |                           |
| бенгальці                 | бенгальці                 |                           | 98%                       | 98%                       |
| інші                      | інші                      |                           | 1.1%                      | 1.1%                      |

Головні етноси країни: бенгальці — 98 %, інші — 1,1 % населення (оціночні дані за 2011 рік). Уряд Бангладеш, згідно з законом 2010 року про культурні засади для малих антропологічних груп, визнає 27 етнічних груп, що утворюють бангладеську націю. У той самий час етнографи розглядають мінімум 75 народів і народностей, що мешкають на території держави. Така розбіжність офіційної статистики з реальним станом речей сильно ускладнює дослідження етнографічної картини в державі.

## Мови
| Мови Банґладеш (2011 рік) | Мови Банґладеш (2011 рік) | Мови Банґладеш (2011 рік) | Мови Банґладеш (2011 рік) | Мови Банґладеш (2011 рік) |
| ------------------------- | ------------------------- | ------------------------- | ------------------------- | ------------------------- |
| Мова:                     |                           |                           | Відсоток:                 |                           |
| бенгальська               | бенгальська               |                           | 98.8%                     | 98.8%                     |
| інші                      | інші                      |                           | 1.2%                      | 1.2%                      |

Офіційна мова: бенгальська (бангала), нею розмовляють 98,8 % населення держави (дані 2011 року).

## Релігії
| Релігії в Бангладеш (2013 рік) | Релігії в Бангладеш (2013 рік) | Релігії в Бангладеш (2013 рік) | Релігії в Бангладеш (2013 рік) | Релігії в Бангладеш (2013 рік) |
| ------------------------------ | ------------------------------ | ------------------------------ | ------------------------------ | ------------------------------ |
| Віросповідання:                |                                |                                | Відсоток:                      |                                |
| мусульмани                     | мусульмани                     |                                | 89.1%                          | 89.1%                          |
| індуїсти                       | індуїсти                       |                                | 10%                            | 10%                            |
| інші                           | інші                           |                                | 0.9%                           | 0.9%                           |

Головні релігії й вірування, які сповідує, і конфесії та церковні організації, до яких відносить себе населення країни: іслам — 89,1 %, індуїзм — 10 %, інші — 0,9 % (буддизм, християнство) (станом на 2013 рік).

## Освіта
Рівень письменності 2015 року становив 61,5 % дорослого населення (віком від 15 років): 64,6 % — серед чоловіків, 58,5 % — серед жінок.
Державні витрати на освіту становлять 2 % ВВП країни, станом на 2013 рік (161-ше місце у світі). Середня тривалість освіти становить 10 років, для хлопців — до 10 років, для дівчат — до 10 років (станом на 2011 рік).

## Охорона здоров'я
Забезпеченість лікарями в країні на рівні 0,36 лікаря на 1000 мешканців (станом на 2011 рік). Забезпеченість лікарняними ліжками в стаціонарах — 0,6 ліжка на 1000 мешканців (станом на 2011 рік). Загальні витрати на охорону здоров'я 2014 року становили 2,8 % ВВП країни (169-те місце у світі).
Смертність немовлят до 1 року, станом на 2015 рік, становила 44,09 ‰ (46-те місце у світі); хлопчиків — 46,56 ‰, дівчаток — 41,53 ‰. Рівень материнської смертності 2015 року становив 176 випадків на 100 тис. народжень (49-те місце у світі).
Бангладеш входить до складу ряду міжнародних організацій: Міжнародного руху (ICRM) і Міжнародної федерації товариств Червоного Хреста і Червоного Півмісяця (IFRCS), Дитячого фонду ООН (UNISEF), Всесвітньої організації охорони здоров'я (WHO).

### Захворювання
Потенційний рівень зараження інфекційними хворобами в країні високий. Найпоширеніші інфекційні захворювання: діарея, гепатит А і Е, черевний тиф, гарячка денге, малярія, у деяких районах високий ризик зараження на лептоспіроз і сказ (станом на 2016 рік).
2014 року було зареєстровано 8,9 тис. хворих на СНІД (96-те місце у світі), це 0,01 % населення в репродуктивному віці 15—49 років (130-те місце у світі). Смертність 2014 року від цієї хвороби становила приблизно 700 осіб (75-те місце у світі).
Частка дорослого населення з високим індексом маси тіла 2014 року становила 3,3 % (190-те місце у світі); частка дітей віком до 5 років зі зниженою масою тіла становила 32,6 % (оцінка на 2014 рік). Ця статистика показує як власне стан харчування, так і наявну/гіпотетичну поширеність різних захворювань.

### Санітарія
Доступ до облаштованих джерел питної води 2015 року мало 86,5 % населення в містах і 87 % в сільській місцевості; загалом 86,9 % населення країни. Відсоток забезпеченості населення доступом до облаштованого водовідведення (каналізація, септик): в містах — 57,7 %, в сільській місцевості — 62,1 %, загалом по країні — 60,6 % (станом на 2015 рік). Споживання прісної води, станом на 2008 рік, дорівнює 35,87 км³ на рік, або 238,3 тонни на одного мешканця на рік: з яких 10 % припадає на побутові, 2 % — на промислові, 88 % — на сільськогосподарські потреби.

## Соціально-економічне становище
Співвідношення осіб, що в економічному плані залежать від інших, до осіб працездатного віку (15—64 роки) загалом становить 52,5 % (станом на 2015 рік): частка дітей — 44,9 %; частка осіб похилого віку — 7,6 %, або 13,2 потенційно працездатного на 1 пенсіонера. Загалом ці показники характеризують рівень затребуваності державної допомоги в секторах освіти, охорони здоров'я і пенсійного забезпечення, відповідно. За межею бідності 2010 року перебувало 31,5 % населення країни. Розподіл доходів домогосподарств у країні виглядає таким чином: нижній дециль — 4 %, верхній дециль — 27 % (станом на 2010 рік).
Станом на 2013 рік, в країні 60,3 млн осіб не має доступу до електромереж; 60 % населення має доступ, в містах цей показник дорівнює 90 %, у сільській місцевості — 49 %. Рівень проникнення інтернет-технологій надзвичайно низький. Станом на липень 2015 року в країні налічувалось 24,33 млн унікальних інтернет-користувачів (42-ге місце у світі), що становило 14,4 % загальної кількості населення країни.

### Трудові ресурси
Загальні трудові ресурси 2015 року становили 81,95 млн осіб (7-ме місце у світі). Країна є основним постачальником трудових ресурсів до аравійських країн (Саудівська Аравія, Кувейт, ОАЕ, Оман, Катар) і Малайзії. Грошові перекази заробітчан (15 млрд доларів США на рік) становлять 8 % ВВП країни. Зайнятість економічно активного населення у господарстві країни розподіляється таким чином: аграрне, лісове і рибне господарства — 47 %; промисловість і будівництво — 13 %; сфера послуг — 40 % (станом на 2010 рік). 4,485 млн дітей у віці від 5 до 14 років (13 % загальної кількості) 2006 року були залучені до дитячої праці. Безробіття 2015 року дорівнювало 4,9 % працездатного населення, 2014 року — 5 % (50-те місце у світі); серед молоді у віці 15—24 років ця частка становила 8,7 %, серед юнаків — 8,3 %, серед дівчат — 9,2 % (105-те місце у світі). Близько 40 % населення зайняті на тимчасових і спорадичних роботах (до декількох годин на тиждень), рівень оплати праці низький.

## Кримінал

#### Наркотики

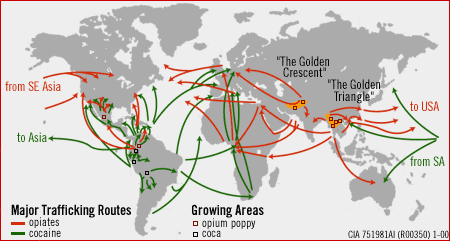
Світові маршрути наркотрафіку

Транзитна країна для нелегальних наркотиків до сусідніх країн.

### Торгівля людьми
Згідно зі щорічною доповіддю про торгівлю людьми (англ. Trafficking in Persons Report) Управління з моніторингу та боротьби з торгівлею людьми Державного департаменту США, уряд Бангладеш докладає значних зусиль у боротьбі з явищем примусової праці, сексуальної експлуатації, незаконною торгівлею внутрішніми органами, але законодавство відповідає мінімальним вимогам американського закону 2000 року щодо захисту жертв (англ. Trafficking Victims Protection Act’s) не в повній мірі, країна перебуває у списку другого рівня.

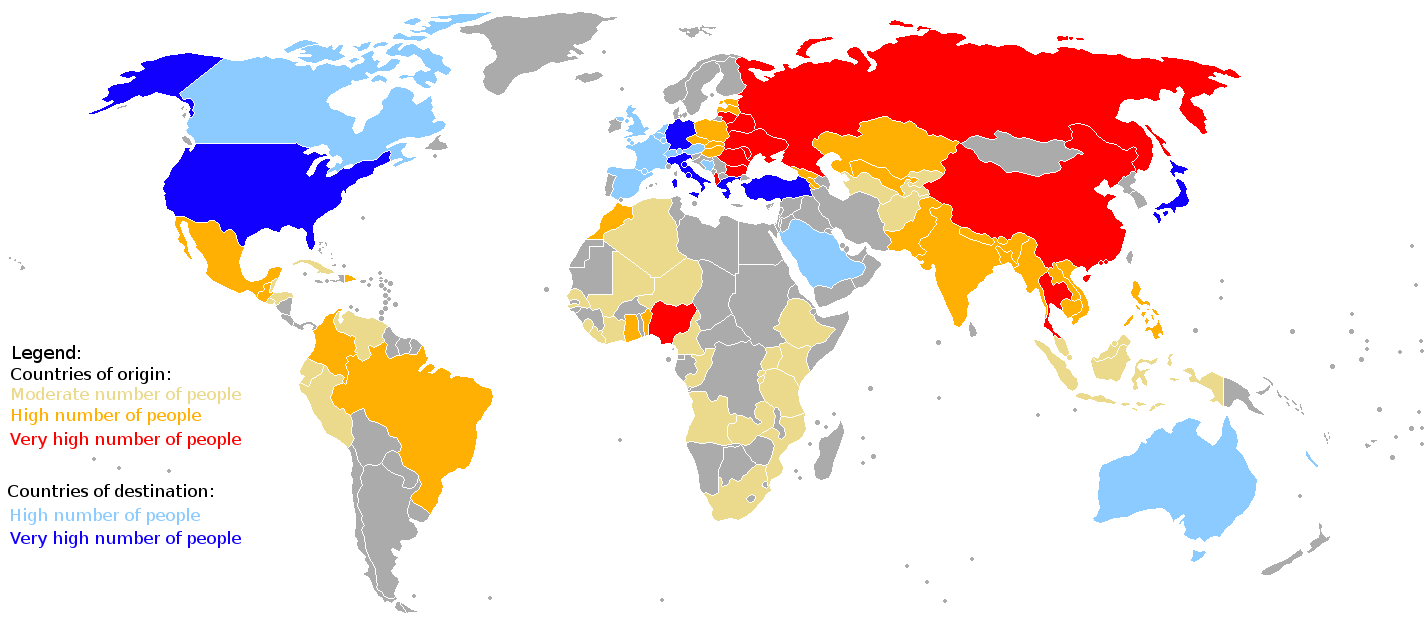
Країни-донори (червоний) і країни-реципієнти кримінальних потоків  (англ.)
Глобальна боротьба з торгівлею людьми (англ.)

## Гендерний стан
Статеве співвідношення (оцінка 2015 року):
- при народженні — 1,04 особи чоловічої статі на 1 особу жіночої;
- у віці до 14 років — 1,03 особи чоловічої статі на 1 особу жіночої;
- у віці 15—24 років — 0,89 особи чоловічої статі на 1 особу жіночої;
- у віці 25—54 років — 0,9 особи чоловічої статі на 1 особу жіночої;
- у віці 55—64 років — 1,01 особи чоловічої статі на 1 особу жіночої;
- у віці за 64 роки — 0,97 особи чоловічої статі на 1 особу жіночої;
- загалом — 0,95 особи чоловічої статі на 1 особу жіночої[1].

## Демографічні дослідження
Демографічні дослідження у країні ведуться рядом державних і наукових установ:

### Українською
- Атлас. 10—11 клас. Економічна і соціальна географія світу / упорядники :  О. Я. Скуратович, Н. І. Чанцева. — К. : ДНВП «Картографія», 2010. — ISBN 978-966-475-639-3.
- Атлас світу / голов. ред. І. С. Руденко ; зав. ред. В. В. Радченко ; відп. ред. О. В. Вакуленко. — К. : ДНВП «Картографія», 2005. — 336 с. — ISBN 9666315467.
- Безуглий В. В. Економічна і соціальна географія зарубіжних країн : Навчальний посібник. — К. : ВЦ «Академія», 2007. — 704 с. — ISBN 978-966-580-239-6.
- Безуглий В. В., Козинець С. В. Регіональна економічна і соціальна географія світу : Навчальний посібник. — видання 2-ге, доп., перероб. — К. : ВЦ «Академія», 2007. — 688 с. — ISBN 966-580-144-9.
- Головченко В., Кравчук О. Країнознавство: Азія, Африка, Латинська Америка, Австралія і Океанія. — К., 2006. — 335 с. — ISBN 966-8939-04-2.
- Гудзеляк І. І. Географія населення: Навчальний посібник / І. Гудзеляк. — Л. : Видавничий центр ЛНУ імені Івана Франка, 2008. — 232 с. — ISBN 978-966-613-599-8.
- Дахно І. І. Країни світу: Енциклопедичний довідник / І. І. Дахно, С. М. Тимофієв. — К. : Мапа, 2011. — 606 с. — (Бібліотека нового українця) — ISBN 978-966-8804-23-6.
- Дахно І. І. Економічна географія зарубіжних країн : навчальний посібник. — К. : Центр учбової літератури, 2014. — 319 с. — ISBN 978-611-01-0682-5.
- Джаман В. О. Регіональні системи розселення: демографічні аспекти. — Чернівці : Рута, 2003. — 392 с. — ISBN 9665685988.
- Дорошенко Л. С. Демографія: Навчальний посібник. — К. : МАУП, 2005. — 112 с. — ISBN 966-608-442-2.
- Дубович І. А. Країнознавчий словник-довідник. — 5-те вид., перероб. і доп. — К. : Знання, 2008. — 839 с. — ISBN 978-966-346-330-8.
- Економічна і соціальна географія країн світу. Навчальний посібник / За ред. Кузика С. П. — Л. : Світ, 2002. — 672 с. — ISBN 966-603-178-7.
- Загальна медична географія світу / В. О. Шевченко [та ін.] — К. : [б.в.], 1998. — 178 с.
- Ігнатьєв П. М. Країнознавство: Країни Азії. — Ч. : Книги-XXI, 2004. — 383 с. — ISBN 966-8029-53-4.
- Книш М. М., Мамчур О. І. Регіональна економічна і соціальна географія світу (Латинська Америка та Карибські країни, Африка, Азія, Океанія) : навч. посіб. — Л. : ЛНУ ім. Івана Франка, 2013. — 368 с. — ISBN 978-617-10-0007-0.
- Крисаченко В. С. Динаміка населення: Популяційні, етнічні та глобальні виміри. — К. : Видавництво Національного інституту стратегічних досліджень, 2005. — 368 с. — ISBN 966-554-083-1.
- Любіцева О. О., Мезенцев К. В., Павлов С. В. Географія релігій. — К. : АртЕК, 1999. — 504 с. — ISBN 966-505-006-0.
- Масляк П. О. Країнознавство. — К. : Знання, 2007. — 292 с. — (Вища освіта XXI століття)
- Масляк П. О., Дахно І. І. Економічна і соціальна географія світу / П. О. Масляк, І. І. Дахно ; за ред. П. О. Масляка. — К. : Вежа, 2003. — 280 с. — ISBN 966-7091-53-8.

### Російською
- (рос.) Бангладеш // Демографический энциклопедический словарь / главн. ред. Валентей Д. И. — М. : Советская энциклопедия, 1985. — 608 с.
- (рос.) Бангладеш // Страны и народы. Зарубежная Азия. Южная Азия / Редкол. : отв. ред. Ю. В. Ганковский, П. В. Куцобин, Г. В. Сдасюк. — М. : «Мысль», 1982. — 253 с. — (Страны и народы) — 180 тис. прим.
- (рос.) Атлас народов мира / Отв. ред. С. И. Брук и В. С. Апенченко. — М. : ГУГК ГГК СССР и Институт этнографии им. Н. Н. Миклухо-Маклая АН СССР, 1964. — 185 с. — 20 тис. прим.
- (рос.) Численность и расселение народов мира. Этнографические очерки / под ред. С. И. Брука. — М. : Издательство АН СССР, 1962. — 487 с.
- (рос.) Лаппо Г. М. География городов: Учебное пособие для географических факультетов вузов. — М. : Туманит, изд. центр ВЛАДОС, 1997. — 476 с. — ISBN 5-691-00047-0.
- (рос.) Ягельский А. География населения. — М. : Прогресс, 1980. — 383 с.